# Chiesa di Santo Stefano Protomartire in Tassignano
La chiesa di Santo Stefano protomartire è un luogo di culto cattolico che si trova a Tassignano, nel comune di Capannori.

## Storia e descrizione

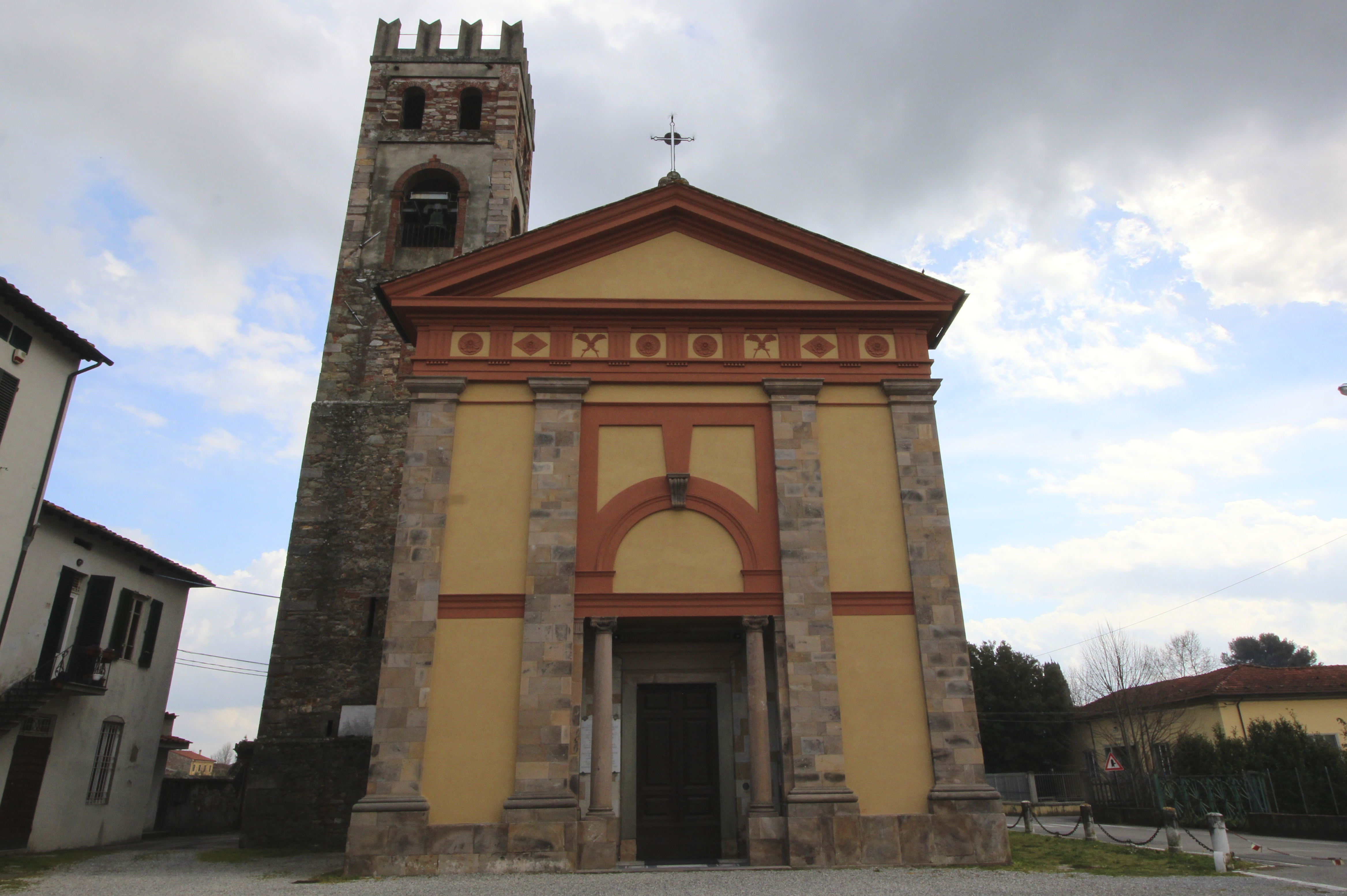
La facciata dell'edificio

La chiesa di Santo Stefano Protomartire fu ricostruita una prima volta nei primi anni del secolo XI sull'area di una precedente piccola chiesa menzionata già nel 799. L'edificio è citato anche in un documento vescovile datato 1 novembre 988 e nel Catalogo delle chiese lucchesi pubblicato nel 1260. Ben presto questa costruzione andò distrutta e si provvide alla fondazione di un nuovo santuario nell'anno 1005.
La vita canonicale è attestata nell'anno 1102, con PIetro diacono rettore insieme a Walfredo prete.
In una lapide posta sul campanile si legge che nell'anno 1695 fu riedificata e ampliata e che il campanile fu appunto ricostruito dalle fondamenta. La torre campanaria subì variazioni aggiuntive anche nel XIX secolo, quando venne rialzata. Nel 1946 vennero fuse cinque grosse campane in Reb3 crescente dalla fonderia Luigi Magni di San Concordio in Contrada. Altre modifiche alla chiesa sono state fatte tra il 1812 e il 1836, poiché la popolazione del paese era in rapida crescita e quindi la chiesa necessitava di essere ingrandita. In questo periodo l'edificio venne dotato della sua caratteristica cupola. Ulteriori restauri si ebbero fra il 1922 e il 1931, per i quali fu necessaria una spesa di 270 000 lire. Nel secondo dopoguerra si proseguì con l'elettrificazione delle campane e negli anni ottanta con numerose operazioni abbellimento. Infine nel 1990 venne aggiunto l'impianto di riscaldamento.
La chiesa si presenta con una sola navata e una pianta a croce latina. All'interno la chiesa conta ben cinque altari, il maggiore dei quali fatto di un marmo raro, è dedicato al titolare patrono. Nel 1756 fu inaugurato lo splendido organo a canne che ancora oggi si può ammirare.

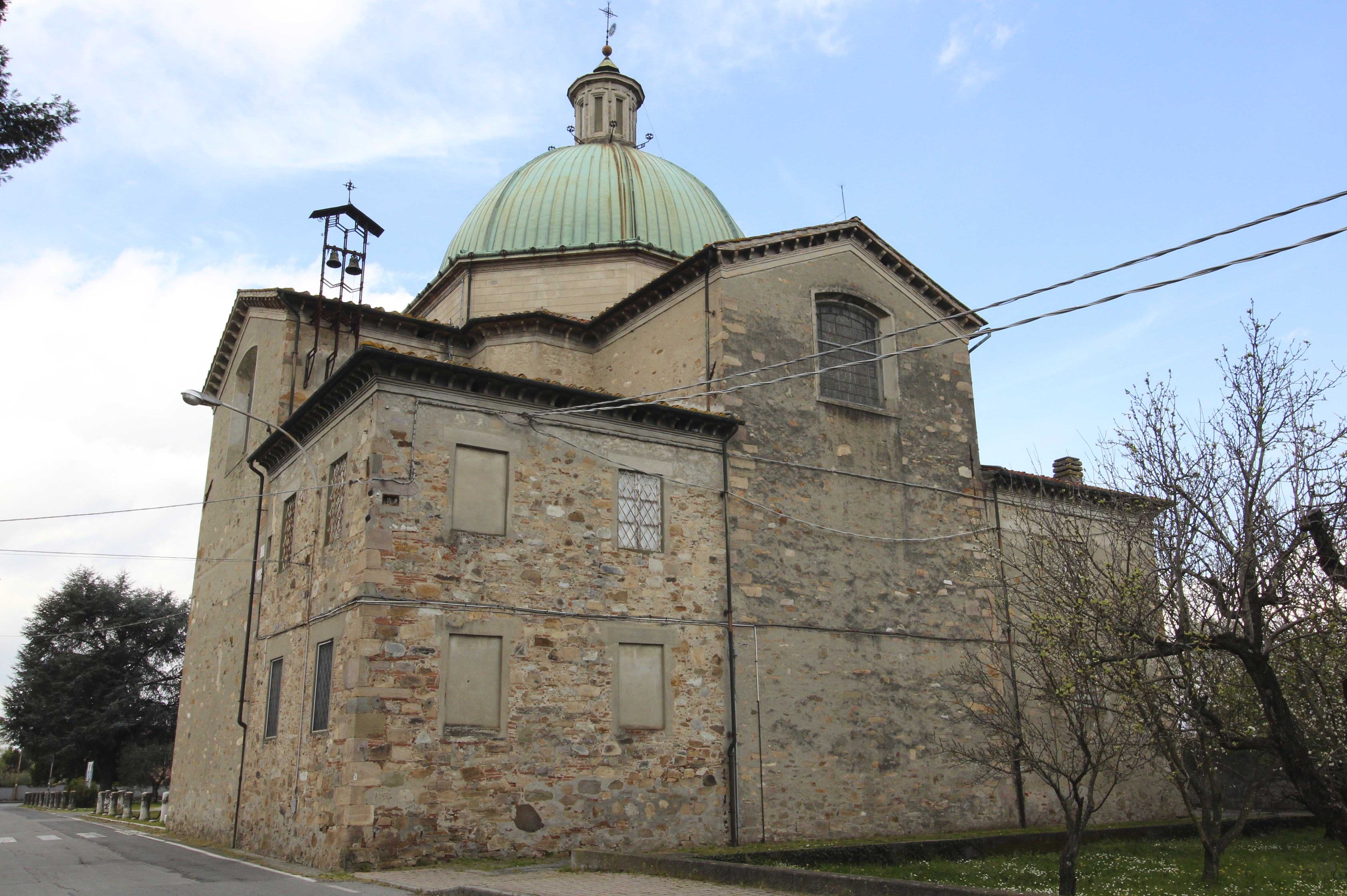
Il retro della chiesa